# Aurel Pfeil

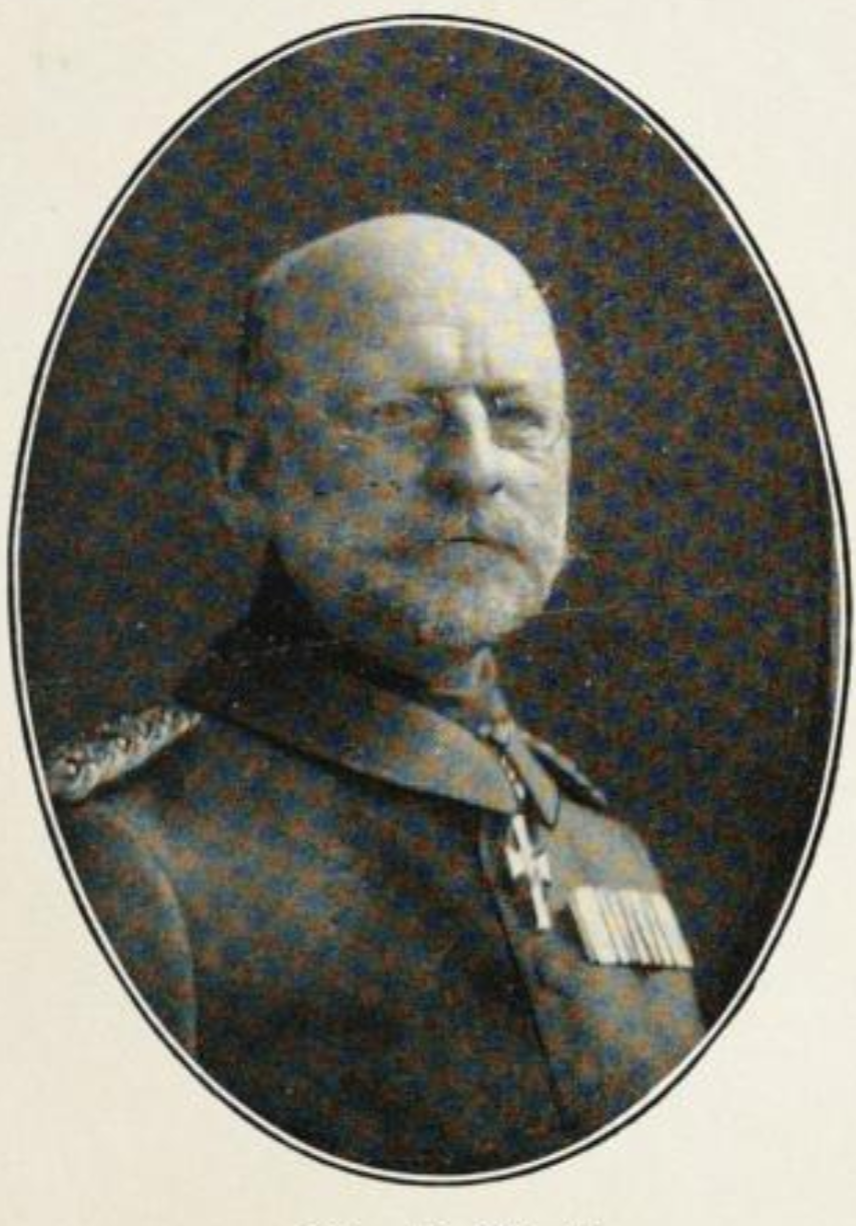
Aurel Pfeil

Aurel Karl Maria Pfeil (* 6. Juni 1855 in Stolpen; † 11. Juni 1924 in Dresden) war ein sächsischer Generalmajor.

## Leben
Aurel Pfeil war ein Verwandter des ebenfalls in der sächsischen Armee tätigen Generalmajor Giovanni Pfeil. Er trat 1871 in den Kadettenkorps der sächsischen Armee und wurde dort zunächst der III. Division überwiesen. Nach langjähriger Erziehung wurde er nach Ernennung zum Fähnrich am 16. März 1875 dem 4. Infanterie-Regiment Nr. 103 überwiesen, wo er am 15. September 1875 zum Leutnant avancierte. 1880 wurde er zur Unteroffizier-Schule in Marienberg abkommandiert, in dessen Position er am 24. November 1881 zum Oberleutnant befördert wurde. Nach Rückkehr zu seinem Truppenteil wurde er alsbald zur preußischen Kriegsakademie in Berlin abkommandiert. 1886 kehrte er nach Sachsen zurück und wurde zum 11. Königlich Sächsischen Infanterie-Regiment Nr. 139 versetzt und in dieser Eigenschaft am 22. Juni 1888 zum Hauptmann befördert. Er avancierte am 30. März 1898 zum Major und Bataillonskommandeur des III. Bataillons beim 10. Infanterie-Regiment Nr. 134. 1901 wurde er mit dem Ritterkreuz I. Klasse des Albrechtsordens ausgezeichnet. Am 21. April 1902 wurde er dann unter Beförderung zum Oberstleutnant Kommandeur der Unteroffizier- und Unteroffiziervorschule. Nach Beförderung zum Oberst am 28. Oktober 1904 avancierte er zum Kommandeur des Infanterie-Regiment „König Georg“ (7. Königlich Sächsisches) Nr. 106. In dieser Eigenschaft wurde er am 16. April 1907 zur Disposition gestellt.
Er lebte im Ruhestand in Maina. Nach Ausbruch des Ersten Weltkrieges wurde Oberst Pfeil reaktiviert und am 12. Oktober 1914 zum Kommandeur des Königlich-Sächsischen Landwehr-Infanterie-Regiments Nr. 106 ernannt. Er führte das Regiment bis zum 12. Juni 1915. Am 13. Juni 1915 wurde er dann kurzzeitig Brigadekommandeur der 47. Landwehr-Brigade; sein Nachfolger wurde am 17. Juni desselben Jahres Oberst Kurt Stengel. Er erhielt noch den Charakter eines Generalmajors. Er war mit Clara Barth verheiratet und bekam mit ihr zwei Kinder, nämlich den im August 1918 gefallenen Hauptmann Hans und Lotti.